# Bactris militaris
Bactris militaris es una especie de palma de la familia de las arecáceas. Es originaria de Centroamérica  donde se distribuye por Costa Rica y Panamá.

## Descripción
Tiene los tallos cespitosos, de 1–5 m de alto y 2.5–4 cm de diámetro, en agrupamientos compactos de 5–20 tallos. Hojas 5–8, láminas simples y bífidas, cuneado-oblanceoladas, hasta 320 cm de largo y 25 cm de ancho en el ápice del raquis, erectas, arqueadas en las puntas; vaina con espinas hasta 8.5 cm de largo, negras, pecíolo inerme, raquis inerme o con pocas espinas hasta 7 cm de largo. Inflorescencias con bráctea peduncular densamente tomentosa, esparcidamente cubierta con espinas delgadas hasta 0.4 cm de largo; raquillas 7–23, tríades dispersas entre las flores estaminadas en pares o solitarias. Frutos ampliamente obovoides, 1.5–1.7 cm de diámetro, rojos o anaranjados.

## Taxonomía
Bactris militaris  fue descrita por Harold Emery Moore y publicado en Gentes Herbarum; Occasional Papers on the Kinds of Plants 8(3): 229–232, f. 88, 94–95. 1951.
Etimología
Ver: Bactris
militaris: epíteto latino que significa "militar"
Variedades
- Bactris militaris subsp. militaris.
- Bactris militaris subsp. neomilitaris (de Nevers & A.J.Hend.) Grayum, Monogr. Syst. Bot. Missouri Bot. Gard. 92: 223 (2003).[1]